# Герб Міжгір'я
Герб Міжгі́р'я затверджений 26 червня 2001 р. рішенням XXIV сесії Міжгірської селищної ради ХХІІІ скликання. Герб села є промовистим.

## Опис
Герб селища Міжгір'я має форму щита, який представлений класичною формою із заокругленою нижньою частиною.
У центрі щита на блакитному фоні зображені бик (віл) золотистого кольору, який символізує історичну спадщину минулого селища — Волове, і її зв'язок із сучасністю.
Зелені гори у нижній частині герба символізують навколишнє географічне розташування, краєвиди та сучасну назву селища. Мінеральне джерело символізує природні багатства краю, зв'язок землі і неба матеріального і духовного. Автором герба став відомий у мистецьких колах художник-геральдист Іван Зіновійович Марчук. (Іван Марчук є учасником Міжнародних виставок, також автором герба Івано-Франківська, села Вучкового тощо).